# Archibald J. McLean
Archibald J. "AJ" McLean (1860-1933) était un éleveur de bétail et un homme politique de l'Alberta, au Canada. Il faisait partie des Big Four, les Quatre grands qui ont cofinancé et cofondé le Stampede de Calgary en 1912.

## Biographie
Né dans le sud-ouest de l'Ontario en 1860, McLean déménagea dans ce qui n'était pas encore l'Alberta pour travailler comme ouvrier dans un ranch. Il deviendra bientôt le directeur du grand ranch CY, près de l'actuelle Taber, en Alberta.
Il a aussi été propriétaire de la mine de charbon de Taber
Archie McLean a été élu pour la première fois comme député libéral indépendant de la circonscription de Lethbridge aux élections générales de 1909 en Alberta. Son élection à la législature a fait de lui l'un des deux premiers indépendants élus dans l'histoire de l'Alberta, l'autre étant Edward Michener.
Le 1er juin 1910, il accepta de rejoindre le premier ministre, Arthur Lewis Sifton, et fut nommé au gouvernement pour y devenir le nouveau secrétaire provincial. Il fut élu à l'occasion d'une élection partielle le 22 juin 1910 et prit officiellement ses fonctions. Il a été ministre des Affaires municipales et des Travaux publics.
McLean a été réélu pour un second mandat, cette fois dans la nouvelle circonscription électorale provinciale de Taber au cours des élections générales de 1913 en Alberta. Il a largement battu les ses deux autres opposants.
McLean a été réélu pour son troisième et dernier mandat à l'occasion des élections générales de 1917 en Alberta. L'élection a été âprement disputée ; le candidat conservateur, Thomas King, a obtenu de bons résultats, mais McLean a tout de même remporté la victoire avec un écart de 800 bulletins en sa faveur.
Lors des élections générales de 1921 en Alberta, il s'est représenté pour tenter de remporter un quatrième mandat et une cinquième élection consécutive, mais fut battu par le candidat Lawrence Peterson du parti United Farmers of Alberta à l'occasion d'un coude à coude serré.
McLean a quitté la politique pour revenir à l'élevage. Il a vécu jusqu'à l'âge de 73 ans. Le journal Macleod Gazette a décrit son service commémoratif comme "probablement les plus grandes funérailles jamais organisées dans le sud de l'Alberta".

## Héritage
- L'Édifice Big Four  au Stampede Grounds de Calgary, en Alberta (ouvert en 1959).
- Son nom est inscrit au Temple de la renommée de l'agriculture canadienne à Toronto (Ontario)[5].
- Pont McLean situé au nord de Taber, en Alberta.